# Tanzan-jinja

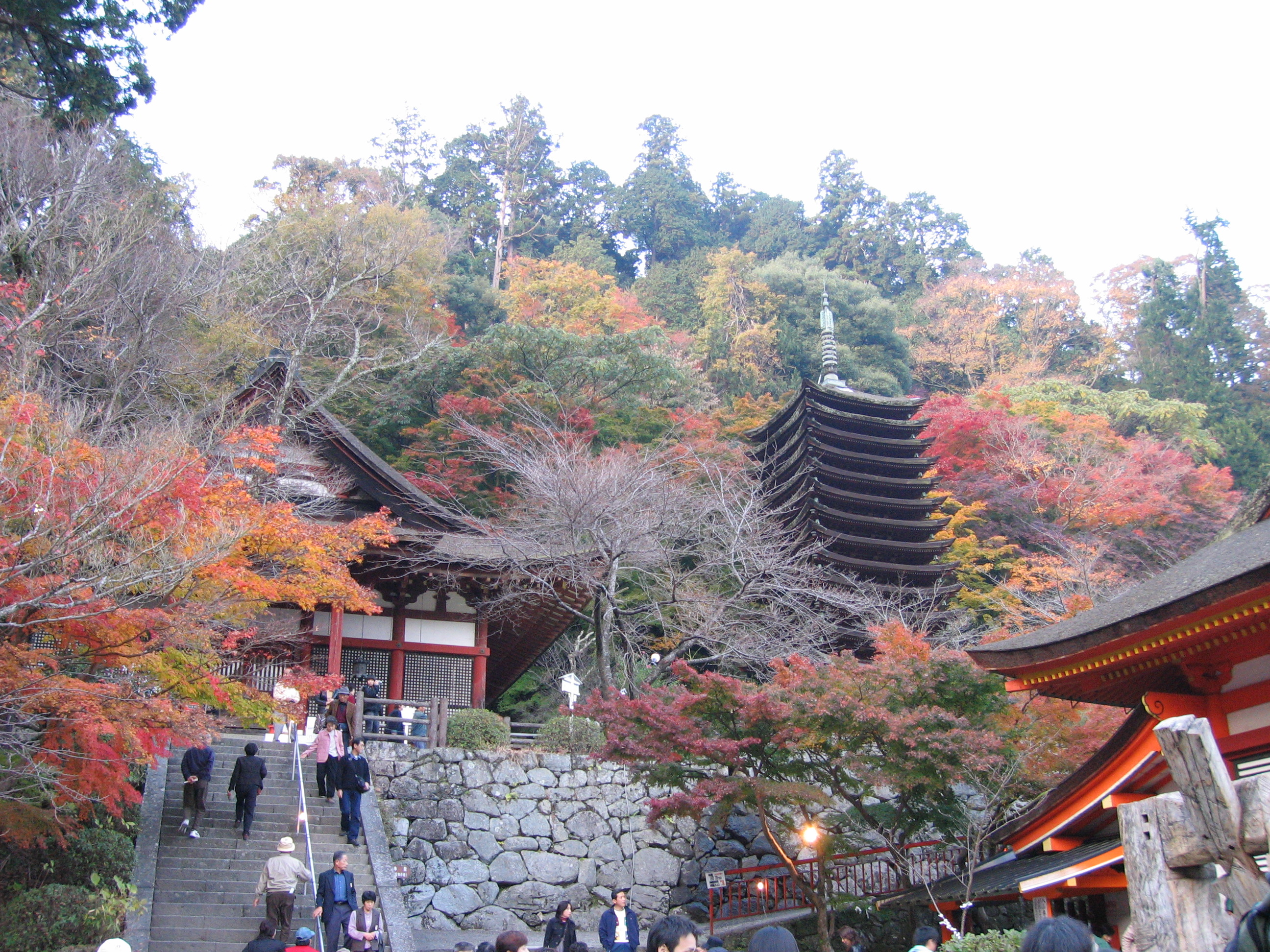
Tanzan-jinja.

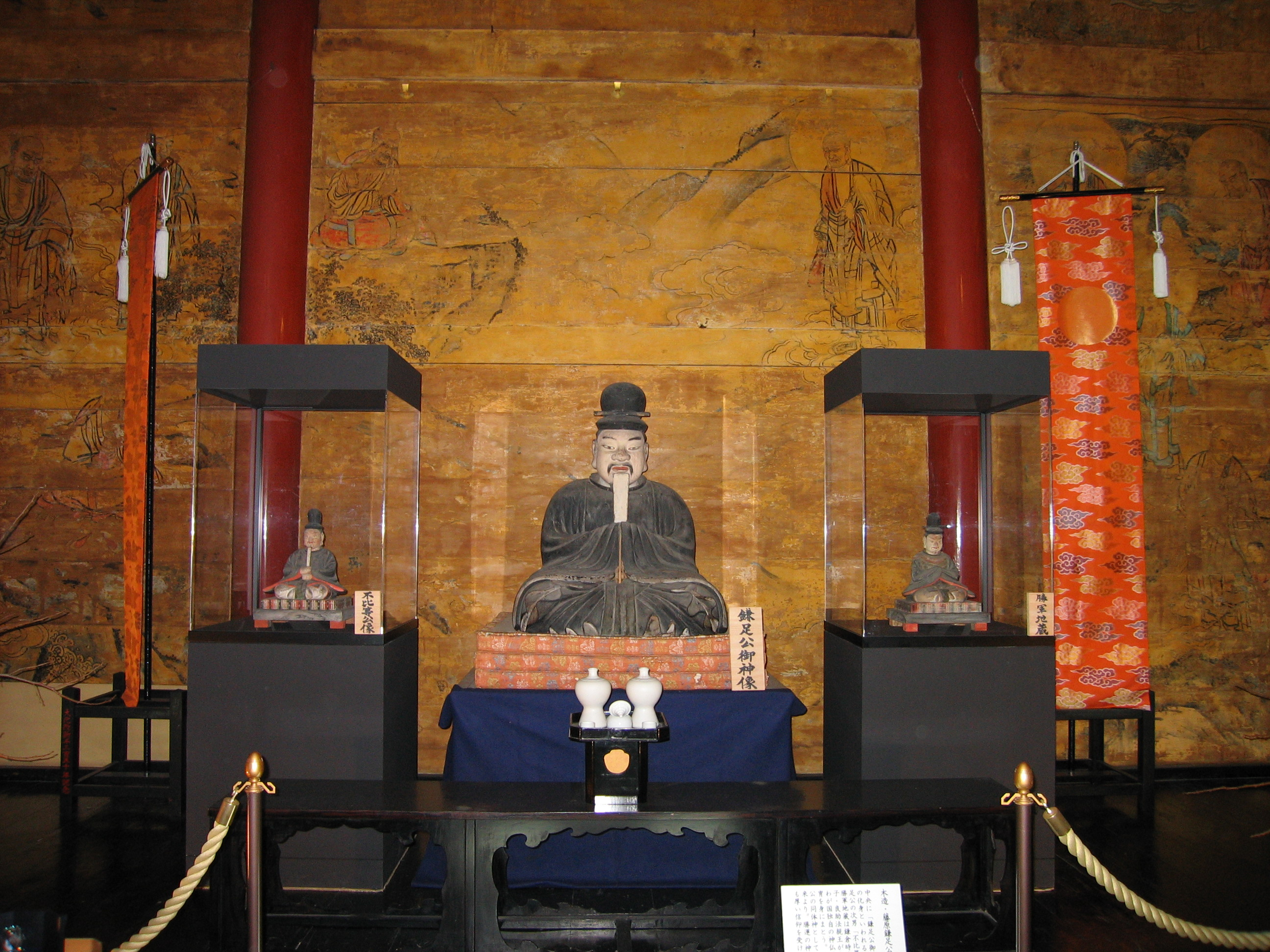
Image de Fujiwara no Kamatari.

Le Tanzan-jinja (談山神社), également appelé temple Tōnomine (多武峯寺), est un sanctuaire shinto situé dans la ville de Sakurai, préfecture de Nara au Japon. 

## Histoire
C'était un site majeur du bouddhisme avant que le mouvement anti-bouddhiste de l'ère Meiji conduise à la destruction de nombreux temples bouddhistes au Japon. Le temple original, une pagode à treize niveaux, est construit en 678. L'actuelle pagode est construite en 1532. Le honden, ou bâtiment principal, est construit dans le style kasuga-zukuri. Le sanctuaire est dédié à Fujiwara no Kamatari, fondateur du clan Fujiwara.
L'endroit est célèbre au Japon, car c'est là qu'en 645 Fujiwara no Kamatari, qui y est enterré, rencontre le futur empereur Tenji pour préparer le renversement de Soga no Iruka. Le sanctuaire est construit pour Fujiwara no Fuhito, le fils de Kamatari. Le honden, sanctuaire principal, décoré de magnifiques ornements, abrite la statue de Fujiwara no Kamatari.
Le matsuri de kemari se tient chaque année le 29 avril et le deuxième dimanche de novembre. À cette occasion, les participants du jeu sont traditionnellement vêtus en habit de cour ancienne et essayent avec leurs pieds d'empêcher que le ballon touche le sol.

## Galerie d'images

Pagode à treize niveaux.
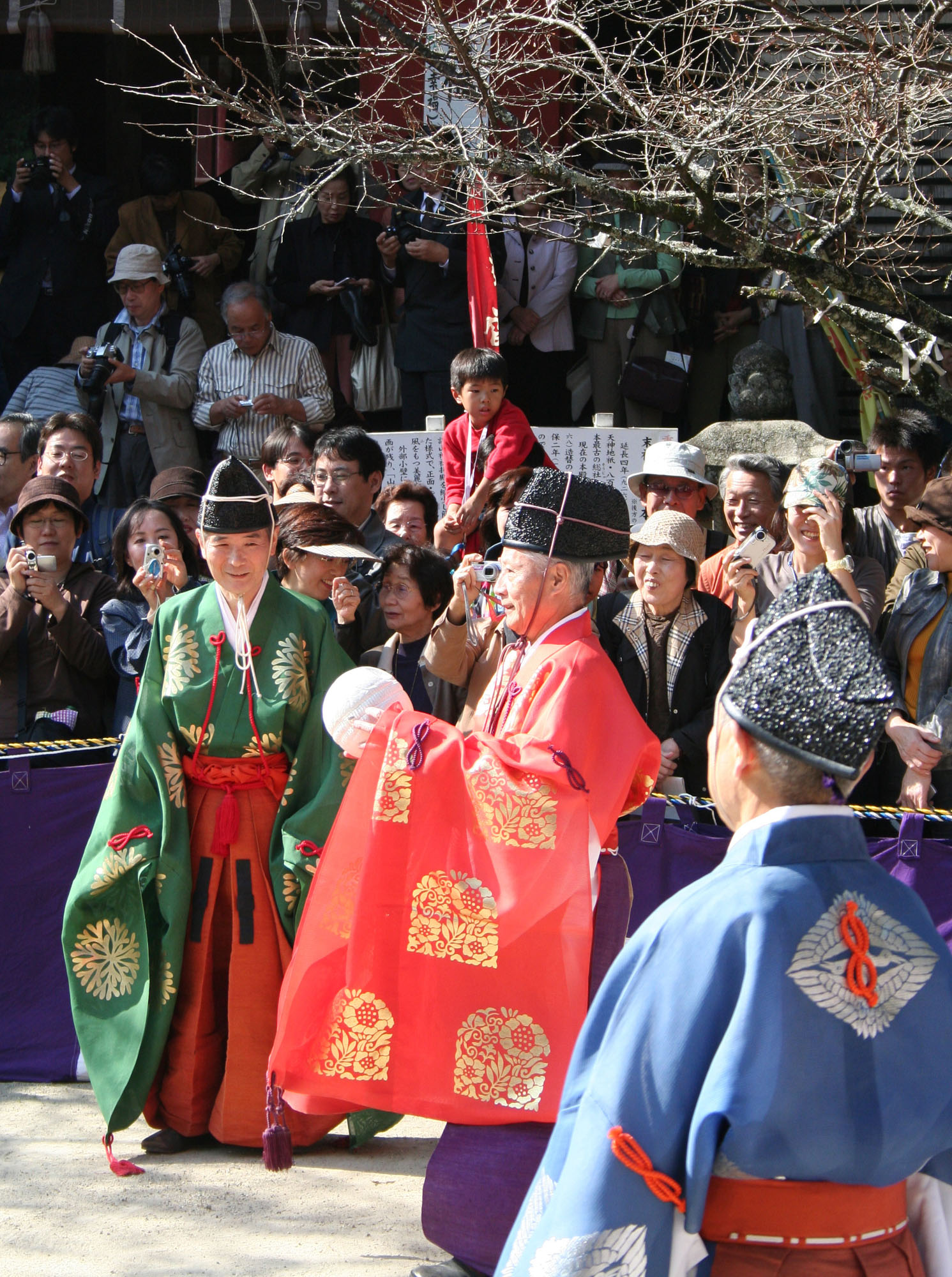
Kemari matsuri.
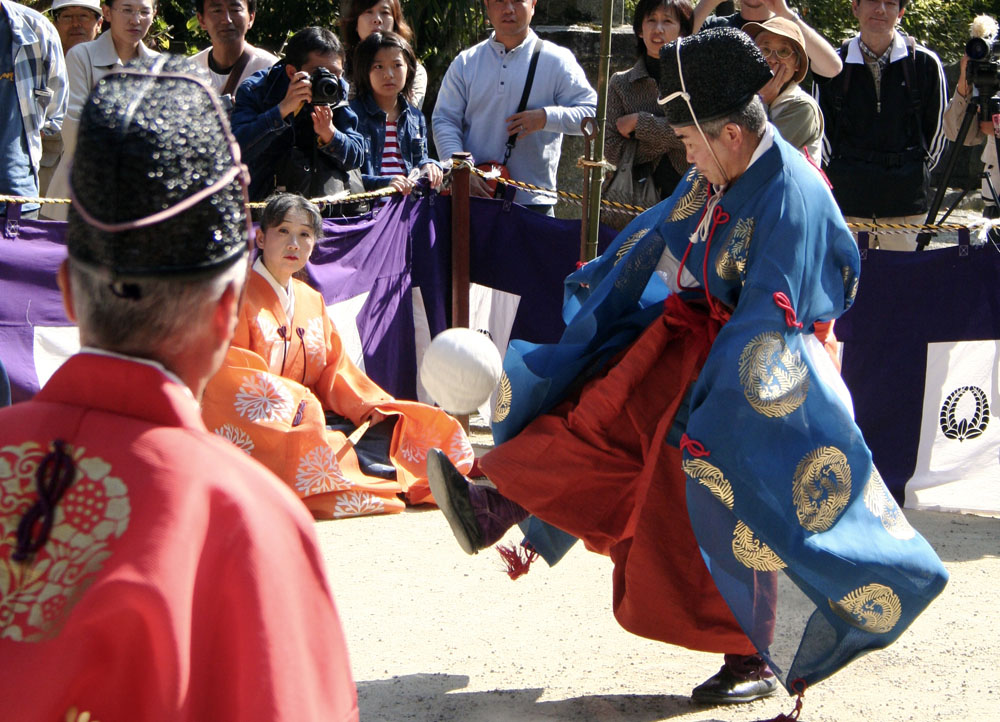
Kemari matsuri.
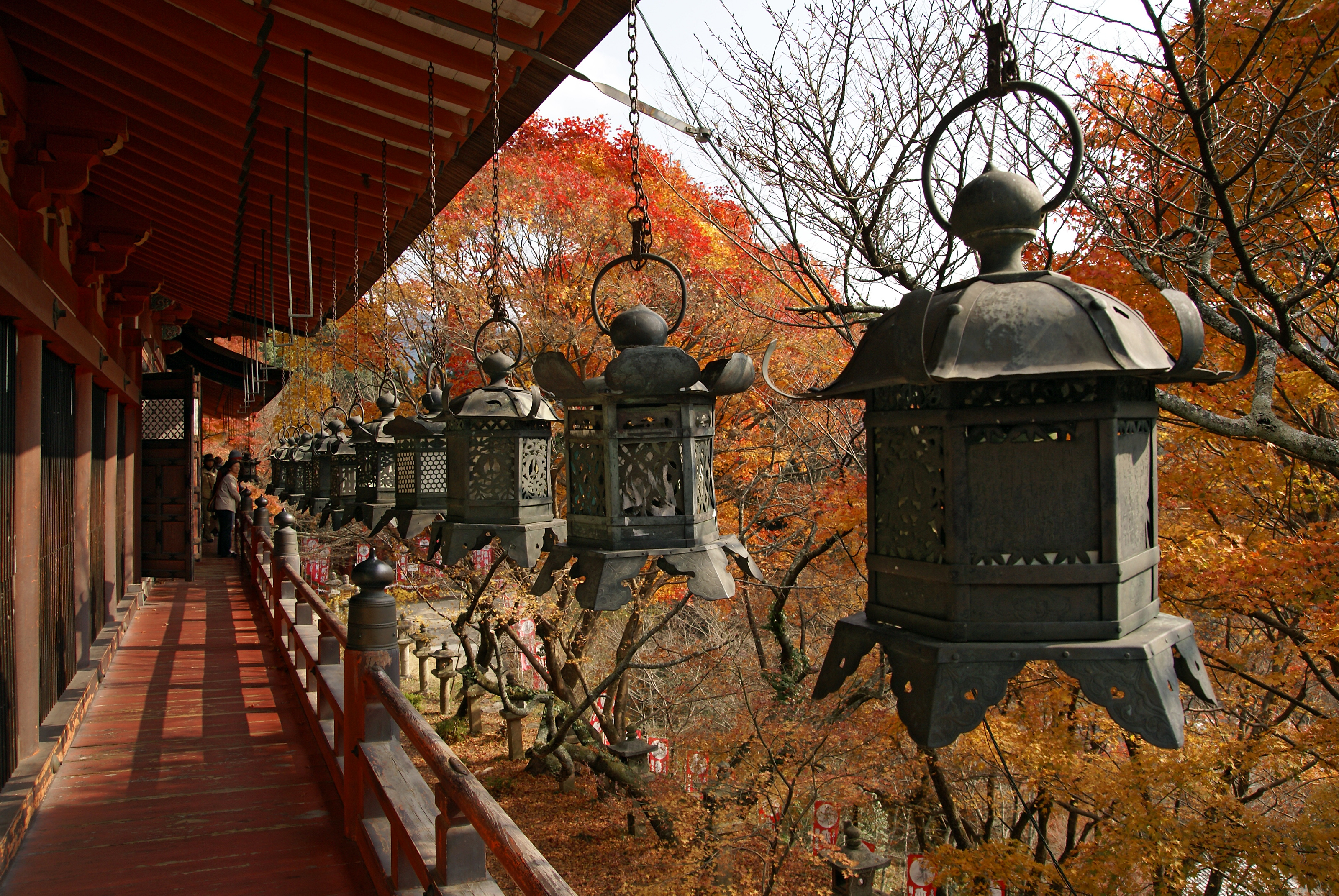
Lanternes suspendues (tōrō).
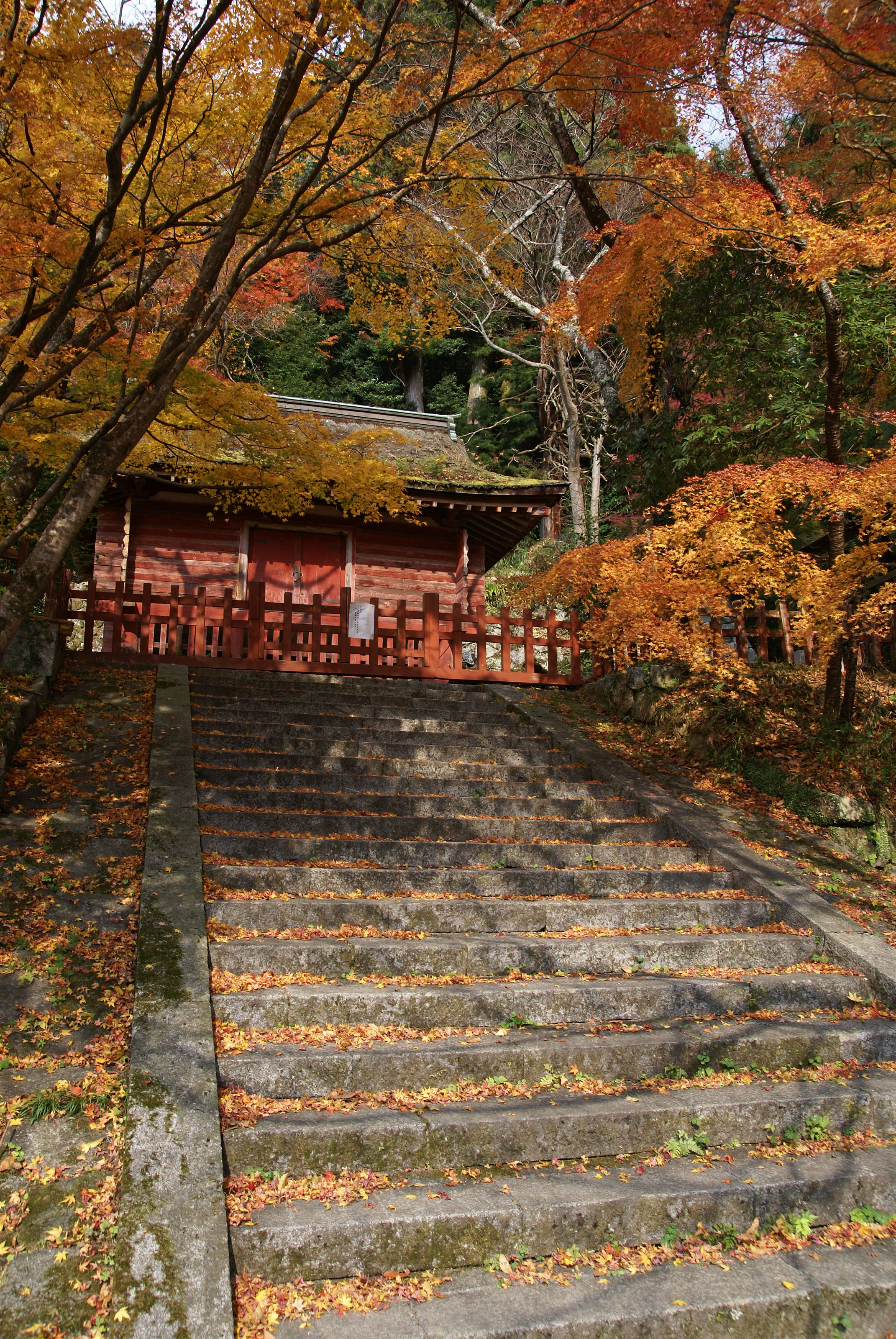
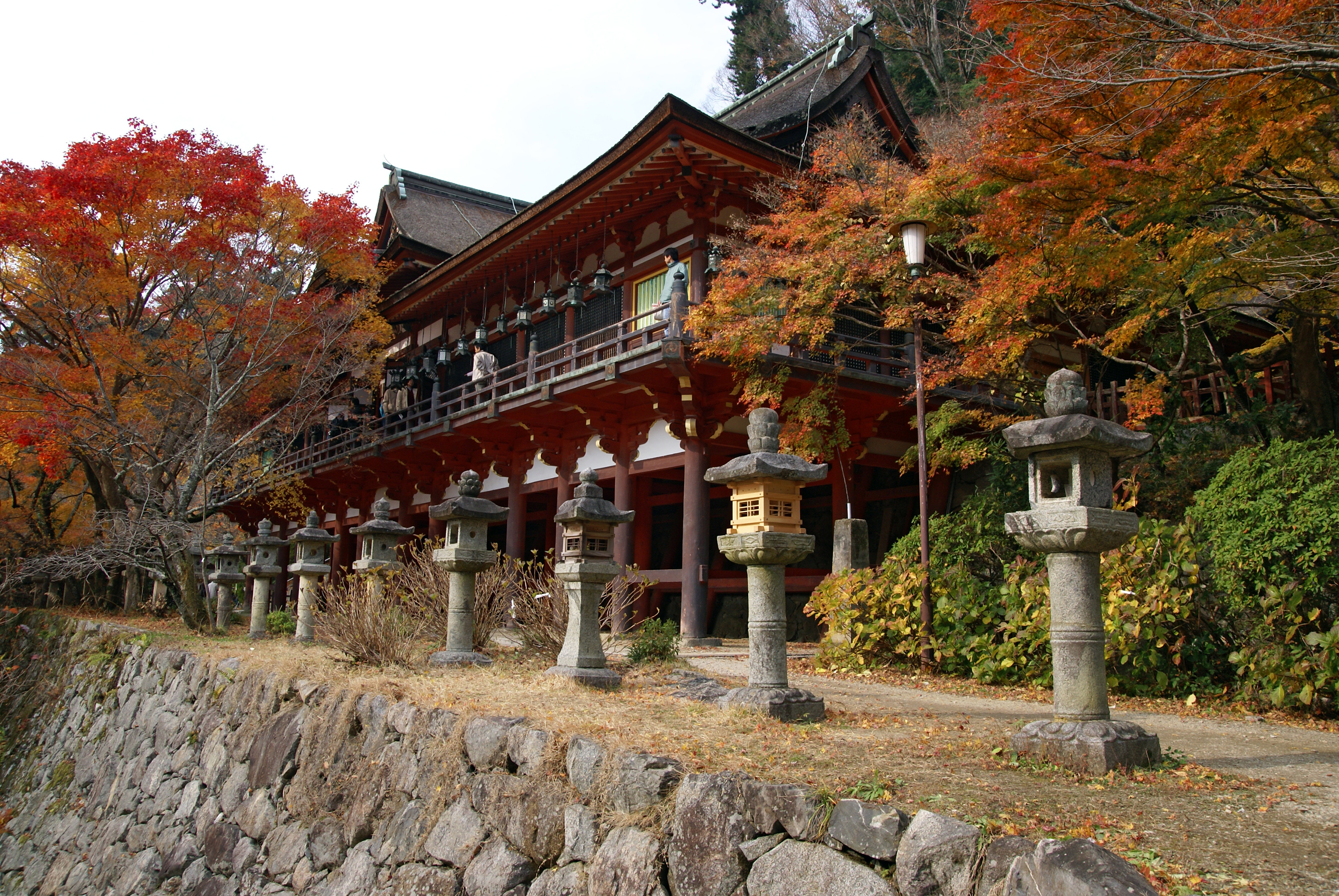
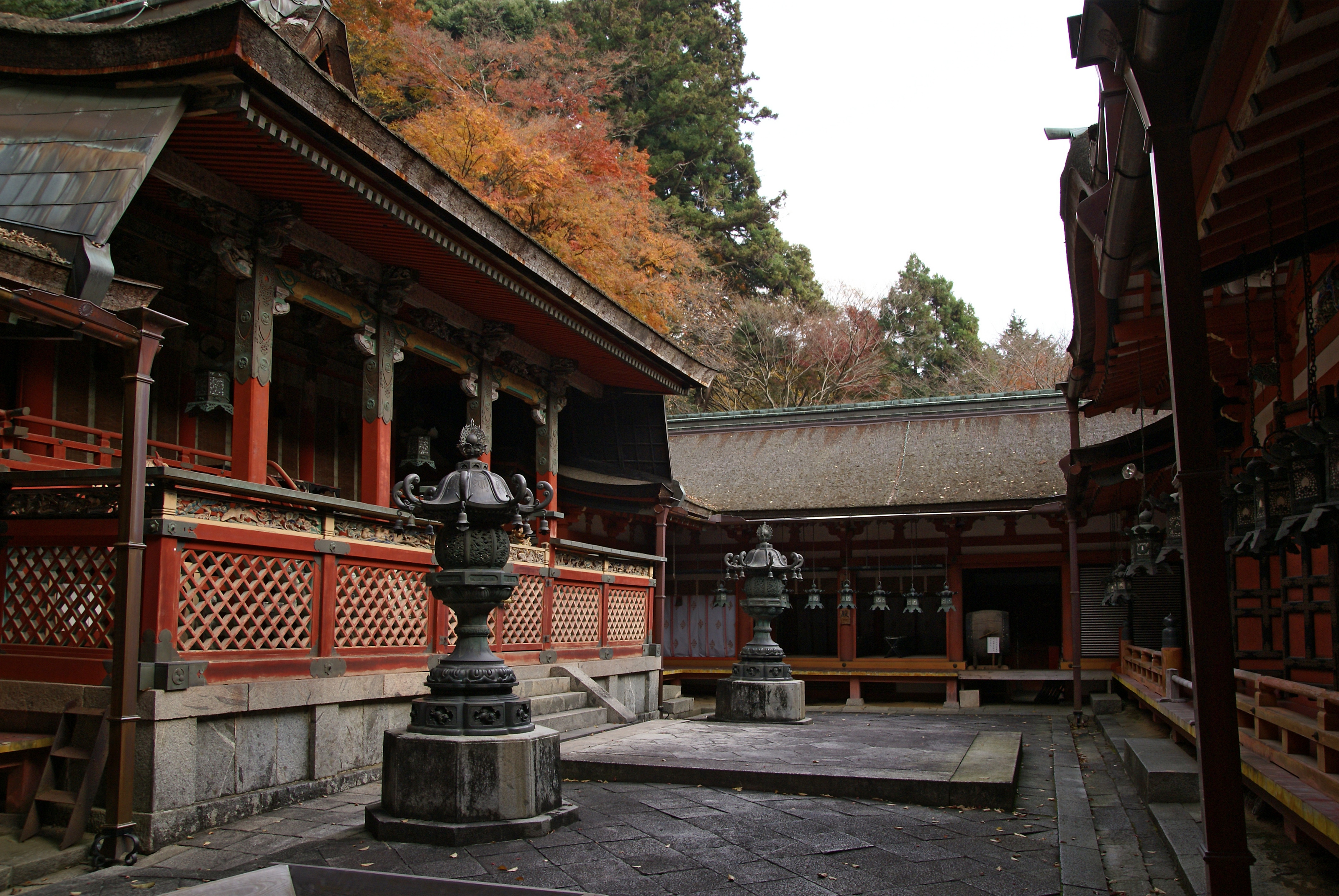
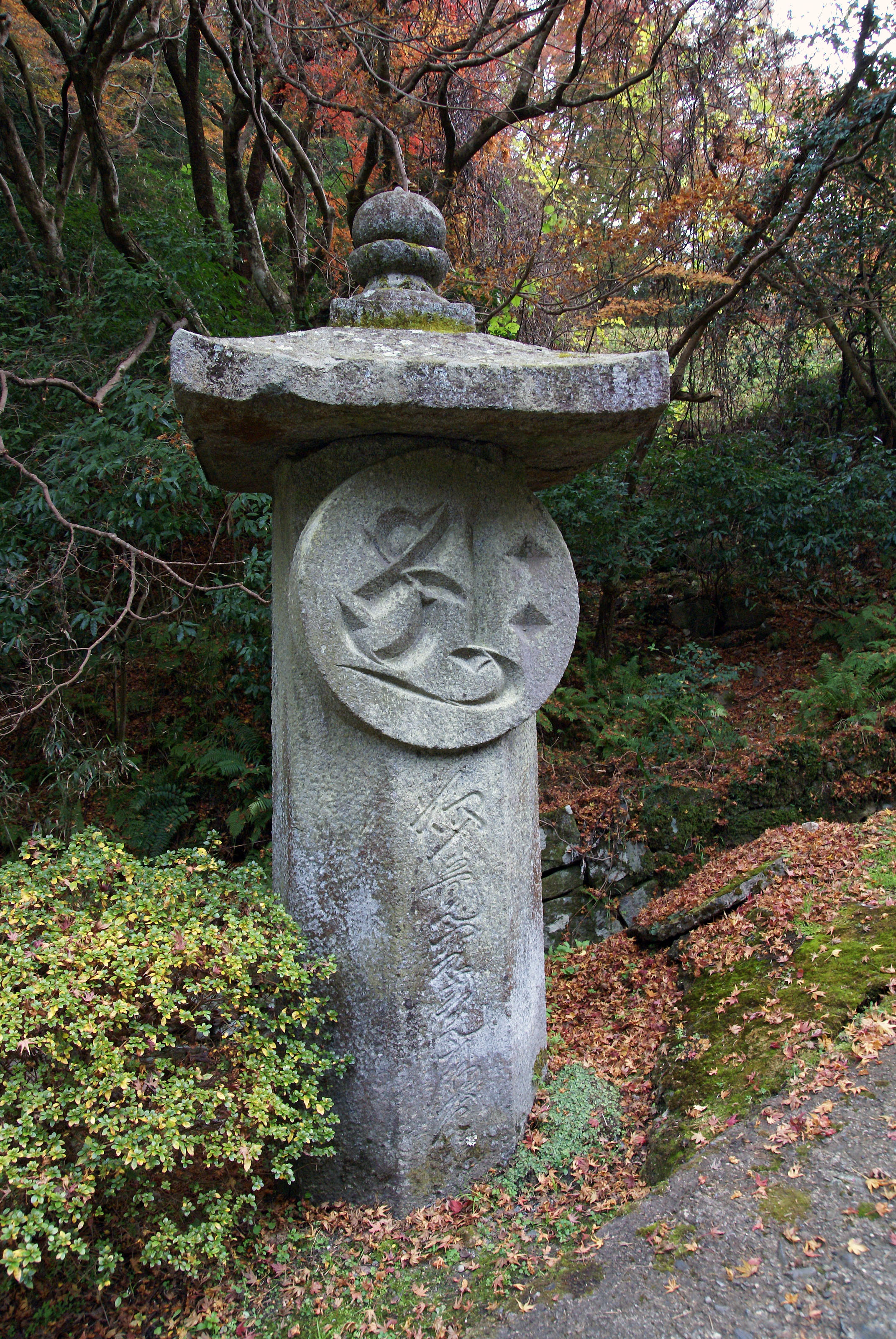

## Sources de la traduction
- (de)/(en) Cet article est partiellement ou en totalité issu des articles intitulés en allemand « Tanzan-Schrein » (voir la liste des auteurs) et en anglais « Tanzan Shrine » (voir la liste des auteurs).